# HEC Alumni

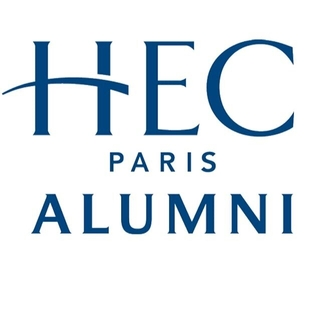
Logo di HEC Alumni

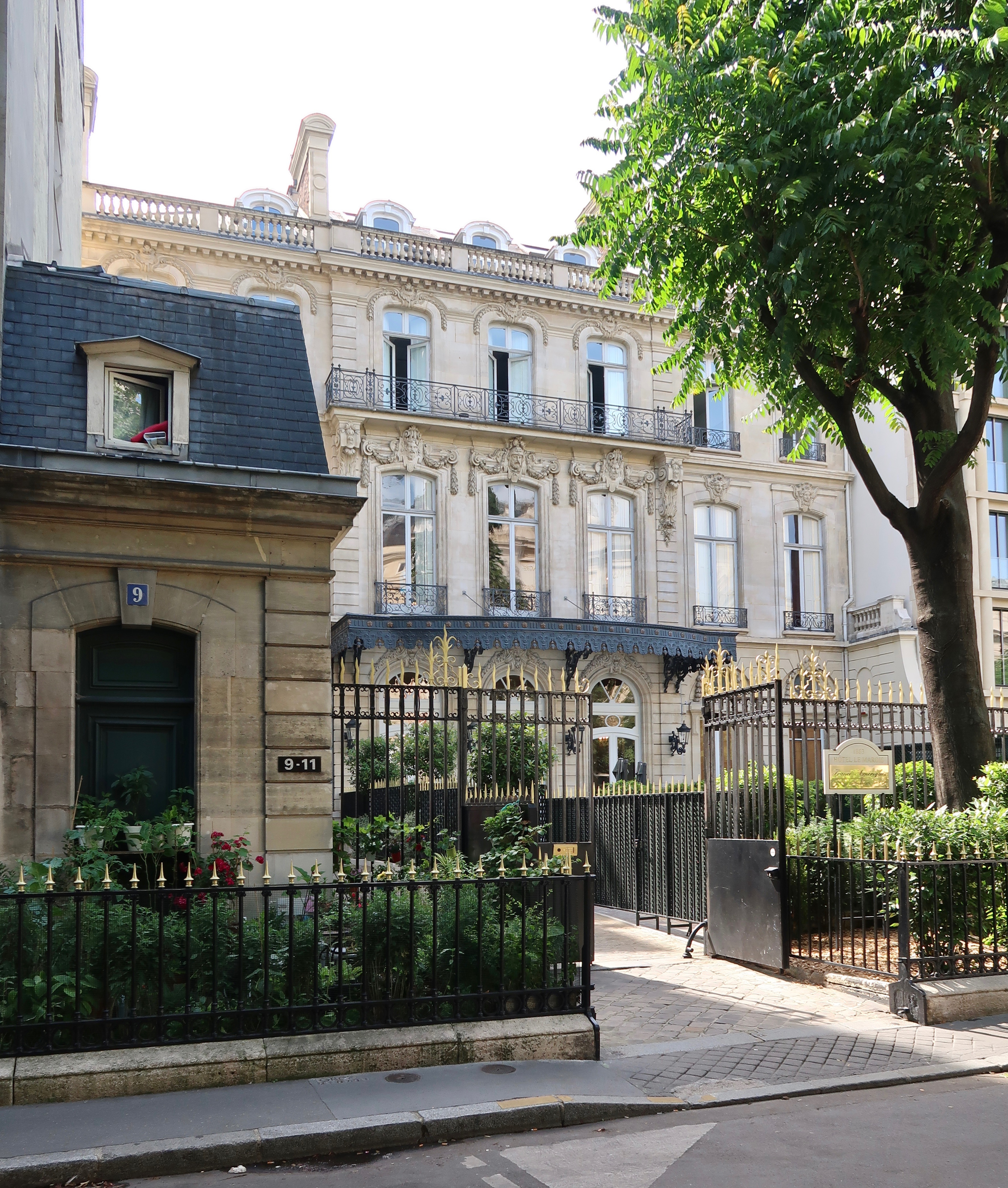
Sede centrale di HEC Alumni a Parigi

HEC Alumni è un'organizzazione senza scopo di lucro creata nel 1883, un'associazione di ex studenti della scuola di commercio francese Ecole des Hautes Etudes Commerciales de Paris (HEC Paris).

## Storia
L'associazione degli ex studenti fu fondata il 20 giugno 1883, due anni dopo la fondazione della scuola nel 1881. Inizialmente si chiamava Association des Anciens Elèves de l'École des Hautes Etudes Commerciales. È regolato dalla legge del 1° luglio 1901 e dal decreto del 16 agosto 1901. L'11 gennaio 1900 è stato riconosciuto di pubblica utilità.
L'associazione è membro della Conférence des grandes écoles (CGE).

## Scopo
I suoi obiettivi, definiti nel suo statuto, sono:
- Creare e mantenere relazioni amichevoli tra i laureati delle entità HEC Paris;
- Venire in aiuto dei partner che hanno bisogno di aiuto;
- Diffondere al pubblico conoscenze tecniche relative all'economia, alla gestione aziendale e al business;
- Contribuire allo sviluppo della presenza e dell'influenza delle imprese francesi all'estero e nel commercio internazionale;
- Mettere in atto tutti i mezzi per preservare il valore e accrescere la notorietà, in Francia e all'estero, delle entità dell'HEC Paris e dei diplomi rilasciati dalla scuola.

## Pubblicazioni
L'associazione pubblica una rivista mensile intitolata "HEC stories".
Pubblica inoltre un elenco annuale degli ex studenti.

## Membri
L'associazione collabora con WATs4U (World Alumni Talents for you) e con altri importanti istituti come École polytechnique, CentraleSupélec, ...

## Presidenti
Emmanuel Chain è stato presidente dell'associazione dal 2015 al 2018.

## Organizzazione
Nel 2022 il Consiglio di Amministrazione sarà composto da 24 membri, tra cui 22 laureati eletti, un rappresentante della Scuola e un rappresentante della Fondazione HEC.